# Electronic Entertainment Experience 2021
L’Electronic Entertainment Experience 2021, ou E3 2021, est la 26e et dernière édition d'un salon consacré exclusivement aux jeux vidéo organisé par l'Entertainment Software Association. L'événement se déroule du 12 au 15 juin 2021.
Après son annulation en 2020, l'E3 fait son retour cette année sous un nouveau format et est intégralement numérique.

## Conférences des éditeurs
Nintendo, Microsoft, Capcom, Ubisoft, Take-Two Interactive, Warner Bros. Interactive Entertainment, Koch Media, Square Enix, Sega, Gearbox Software, Turtle Beach, Verizon et Marvelous participeront à cette édition,.
Konami a annoncé son retrait.

### Ubisoft
Ubisoft présente sa conférence le 12 juin à 12 h PDT (UTC−7) (21 h CEST).
Les jeux Tom Clancy's Rainbow Six: Extraction, Rocksmith+, Riders Republic, Tom Clancy's Rainbow Six: Siege, Assassin's Creed Valhalla, Just Dance 2022, Far Cry 6, Mario + The Lapins Crétins: Sparks of Hope et Avatar: Frontiers of Pandora ont été présentés.

### Devolver Digital
Devolver Digital présente sa conférence le 12 juin à 13 h 30 PDT (UTC−7) (22 h 30 CEST).
Les jeux Shadow Warrior 3, Trek to Yomi, Phantom Abyss, Wizard With a Gun, Death's Door, Inscryption, Devolver Tumble Time et Demon Throttle ont été présentés.

### Gearbox Software
Gearbox Software présente sa conférence le 12 juin à 14 h PDT (UTC−7) (23 h CEST).
Les jeux Tiny Tina's Wonderlands, Tribes of Midgard et Godfall ont été présentés ainsi que le film Borderlands.

### Microsoft/Bethesda
Microsoft et Bethesda présentent leur conférence ensemble le 13 juin à 10 h PDT (UTC−7) (19 h CEST),.
Les jeux Starfield, S.T.A.L.K.E.R. 2: Heart of Chernobyl, Back 4 Blood, Contraband, Sea of Thieves, Battlefield 2042, 12 Minutes, Psychonauts 2, Fallout 76, The Elder Scrolls Online, Party Animals, Hades, Somerville, Halo Infinite, Diablo II: Resurrected, A Plague Tale: Requiem, Far Cry 6, Slime Rancher 2, Atomic Heart, Replaced, Grounded, Among Us, Eiyuden Chronicle: Hundred Heroes, The Ascent, The Outer Worlds 2, Microsoft Flight Simulator, Forza Horizon 5, Age of Empires IV, et Redfall ont été présentés.

### Square Enix
Square Enix présente sa conférence le 13 juin à 12 h 15 PDT (UTC−7) (21 h 15 CEST).
Les jeux Les Gardiens de la Galaxie, Legend of Mana, Marvel's Avengers, Babylon's Fall, Life is Strange Remastered Collection, Life Is Strange: True Colors, Stranger of Paradise: Final Fantasy Origin ont été présentés.

### PC Gaming Show
PC Gamer présente sa conférence le 13 juin à 14 h 30 PDT (UTC−7) (23 h 30 CEST).
Les jeux Naraka: Bladepoint, Dodgeball Academia, Rawmen, Dying Light 2: Stay Human, Humankind, They Always Run, Orcs Must Die! 3, Vampire: The Masquerade – Swansong, GigaBash, Lemnis Gate, Wartales, IXION, Lakeburg Legacies, Killing Floor 2, Silt, Hello Neighbor 2, Soulstice, Pioneer, Eve Online, Lumbermill, Tinykin, Chernobylite, Icarus, Death Trash, Songs of Conquest, Citizen Sleeper et Project Warlock 2 ont été présentés.

### Future Games Show
GamesRadar+ présente sa conférence le 14 juin à 18 h PDT (UTC−7) (1 h CEST).
Les jeux Instinction, Grow: Song of the Evertree, Jurassic World Evolution 2, Esports Boxing Club, Hell Let Loose, Red Solstice 2: Survivors, Lake, Eldest Souls, Enlisted, Severed Steel, Sonic Colors Ultimate, Starmancer, Keywe, DeathRun TV, Chernobylite, Harold Halibut, Happy Game, Minute of Islands, Dying Light 2: Stay Human, OlliOlli World, Tails of Iron, Batora Lost Haven, Two Point Campus, Project Ferocious, Warcry Challenges, Conway: Disappearance at Dahlia View, Immortality ont été présentés.

### Take-Two
Take-Two présente une conférence sur l'égalité et la diversité dans le jeu-vidéo et leur entreprise le 14 juin à 10 h 15 PDT (UTC−7) (19 h 15 CEST).

### Capcom
Capcom présente sa conférence le 14 juin à 14 h 30 PDT (UTC−7) (23 h 30 CEST).
Les jeux Resident Evil Village, Monster Hunter Stories 2: Wings of Ruin, Monster Hunter Rise et The Great Ace Attorney Chronicles ont été présentés.

### Nintendo
Nintendo présente sa conférence sous la forme d'un Nintendo Direct suivi d'un Nintendo Treehouse de trois heures le 15 juin à 9 h PDT (UTC−7) (18 h CEST).
Les jeux Life is Strange, Life Is Strange: True Colors, Les Gardiens de la Galaxie, Worms Rumble, Astria Ascending, Two Point Campus, Super Monkey Ball: Banana Mania, Mario Party Superstars, Metroid Dread, Just Dance 2022, Cruis'n Blast, Dragon Ball Z: Kakarot, Mario Golf: Super Rush, Monster Hunter Stories 2: Wings of Ruin, WarioWare: Get it Together!, Shin Megami Tensei V, Danganronpa Decadence, Project Zero : La Prêtresse des Eaux noires, Mario + The Lapins Crétins: Sparks of Hope, Advance Wars 1+2: Re-Boot Camp, Hyrule Warriors : L'Ère du Fléau, The Legend of Zelda: Skyward Sword HD, The Legend of Zelda: Tears of the Kingdom et Kazuya Mishima en personnage DLC pour Super Smash Bros. Ultimate ont été présentés.

### Bandai Namco
Bandai Namco présente sa conférence le 15 juin à 14 h 25 PDT (UTC−7) (23 h 25 CEST).

## Dispositifs mis à disposition pour suivre l'événement virtuel
L'Entertainment Software Association (ESA) a mis à disposition des joueurs une application sur téléphone portable et un portail internet pour suivre la totalité de l'événement, c’est-à-dire les stands virtuels, des vidéos, des articles et des événements spéciaux, mais aussi des statistiques : le nombre de vues, les tweets concernant l'événement, etc. C'est depuis ces plateformes que les joueurs ont accès en direct aux différents événements des éditeurs, chaque personne suivant l'événement a son propre profil personnalisable.